# Skørping Sogn
Skørping Sogn er et sogn i Rebild Provsti (Aalborg Stift).
I 1800-tallet var Fræer Sogn anneks til Skørping Sogn. Begge sogne hørte til Hellum Herred i Ålborg Amt. Trods annekteringen var de to selvstændige sognekommuner. Ved kommunalreformen i 1970 blev Skørping kernen i Skørping Kommune, der ved strukturreformen i 2007 indgik i Rebild Kommune.
I Skørping Sogn ligger Skørping Kirke fra Middelalderen og Skørping Nykirke fra 1912.
I sognet findes følgende autoriserede stednavne:
- Bjergeskov (areal)
- Brændeskov (areal)
- Fræer Purker (areal)
- Gammel Skørping (bebyggelse)
- Hellumtved (bebyggelse)
- Mosskov (bebyggelse)
- Mossø (vandareal)
- Mørkeskov (areal)
- Nørreskov (areal)
- Ottrup Huse (bebyggelse)
- Rebild (bebyggelse, ejerlav)
- Rebild Bakker (areal)
- Rebild Skovhuse (bebyggelse)
- Rebildtved (bebyggelse)
- Skindbjerg (bebyggelse, ejerlav)
- Skindbjerglund (areal, bebyggelse)
- Skørping (bebyggelse, ejerlav)
- Skørping Lund (areal)
- Skørpingholme (bebyggelse)
- Store Økssø (vandareal)
- Sønderskov (areal)
- Vedsted Skov (areal)
- Vælderskov (areal)

Fra sognet findes fra 1959 flere optegnelser af folkeviser,
dels fra Mille Munch Jensen og Martin Bach i Skørping og dels fra Emil Blicher i Mosskov.
Blandt de optegnede folkeviser er Jeg går i tusind tanker.